# Роп'яник Остап Михайлович
Роп'яник Остап Михайлович (20 лютого 1916, м. Долина — † 4 квітня 2007, м. Івано-Франківськ) — український співак (бас-баритон).

## Життєпис
Навчався у Державній музичній школі у Львові (пізніше — Львівська консерваторія). Учень Романа Любинецького — відомого українського співака і педагога, та Дометія Йохи (Березовця). Під час навчання у Львові брав приватні уроки у всесвітньо відомої співачки Соломії Крушельницької та уславленого оперного співака-баритона Володимира Качмара.

«Український національний хор» під орудою Василя Осташевського. Львів, 1943 р. Остап Роп'яник — в другому ряду 2-й зліва.

Артистичну діяльність розпочав концертами в долинському «Бояні». У різні роки співав у чоловічому хорі Василя Осташевського, прославленому хорі Дмитра Котка, Прикарпатському ансамблі пісні і танцю «Верховина», Сиктивкарській філармонії (Республіка Комі). Основний період творчої діяльності пов'язаний із Гуцульським ансамблем пісні і танцю та Івано-Франківською обласною філармонією, де кілька десятиліть поспіль працював солістом-вокалістом.
Володіючи прекрасним голосом, Остап Роп'яник заслуговував на гідну оцінку свого таланту від влади. Ще в Комі АРСР він був представлений до присвоєння йому звання Заслуженого артиста республіки. Однак,  він не дочекався цього — на той час переважила довгоочікувану можливість повернутися на Батьківщину з місць заслання дружини і доньки, з якими він добровільно перебував там до початку «хрущовської відлиги» (1956 р.). Ця сторінка в біографії відіграла в майбутньому негативну роль у творчій кар'єрі співака: будь-які спроби мистецьких кіл відзначити його заслуги рішуче перекреслювалися в ідеологічних інстанціях.